# Lophotoma strigata
Lophotoma strigata là một loài bướm đêm trong họ Erebidae.